# Stomias nebulosus
Stomias nebulosus – gatunek głębinowej ryby z rodziny wężorowatych (Stomiidae). Osiąga do 18 cm długości. Spotykane na głębokościach 640–730 m.